# Psylliodes burangana
Psylliodes burangana is een keversoort uit de familie bladkevers (Chrysomelidae). De wetenschappelijke naam van de soort werd in 1981 gepubliceerd door Chen & Wang.